# Pâncota
Pâncota (węg. Pankota) – miasto w zachodniej Rumunii, w zachodnim Siedmiogrodzie, w okręgu Arad. Liczy 7199 mieszkańców (dane na rok 2002).
Merem miasta od 2004 jest Iosif Retter, członek Partii Socjaldemokratycznej. Prawa miejskie miasto otrzymało w 1216.